# Chelonus tegularis
Chelonus tegularis är en stekelart som beskrevs av Telenga 1941. Chelonus tegularis ingår i släktet Chelonus och familjen bracksteklar. Inga underarter finns listade i Catalogue of Life.